# ツーメディスン累層
ツーメディスン累層（トゥーメディスン累層、ツーメディシン累層、ツーメディスン層等とも表される、英語: Two Medicine Formation）はモンタナ州北部とアルバータ州南部に分布するカンパニアン（8350万～7400万年前）の地層。それはロッキー山脈衝上断層帯の東側に位置し、スイートグラスアーチという地域の範囲内に入り込んでいる東部はほとんど変形していない平野であるのに対し、西側部分の地層（約600mの厚み）は折り畳まれたような形になっている。ツーメディスン累層の下には砂浜と潮汐帯の堆積物および砂岩があり、上には海成のベアパウ頁岩がある。ツーメディスン累層はカンパニアン期を通して、白亜紀後期内部陸水路の西側の海岸線とコーディレラン衝上断層帯の東方向に進んでいる海岸線との間に、河川や三角州によって堆積されたものである。主に砂岩で成る。

## 研究の歴史
1913年、ユージーン・ステビンジャーが率いる米国地質調査所の探検隊とチャールズ・ギルモア率いるアメリカ国立博物館の探検隊が協力して、この地層の最初の恐竜を発掘した。ステビンジャーはツーメディスン累層を命名し、1914年に発表された論文に最初の化石を正式記載した。ギルモアは1928年と1935年にこの層を再調査した。この期間中、3種が命名され、これらのうちエドモントニア・ルゴシデンス1種のみが現在も有効とみなされている。バーナム・ブラウンは1933年にその地層を探検したが、特に重要ではないと報告した。
二人の研究は第二次世界大戦によって中断された。
1977年に、トレソラーはモンタナ州ショトーの西にハドロサウルス類の化石が存在することを報告している。翌年、ハドロサウルス類の赤ちゃんが発見された。1979年、ホーナーとマケラはこれらのハドロサウルス類の骨をマイアサウラ・ペーブレソルムと命名した。この発表は、その地層に新たな科学的関心を集め、多くの新しい種類の恐竜が発見された。1987年にアルバータ州南部でヒパクロサウルス・ステビンゲリを産出したデビルズ・クーリーのサイトをはじめ、後に新しくネストサイトが発見された。

## 地質学
この地層を構成するゆるやかに固められた微細な砂質堆積物は、悪地の植物を早く成長させてしまうため、化石の露頭の数が限られている。 河床堆積物およびベントナイト層の古土壌はツーメディスン累層において一般的である。

### 年代
地質年代はカンパニアン期のほぼ全時代をカバーしており、長さにして7400万年から8000万年の期間に及んでいる。地層の上部10m、地下105mに位置する火山灰層のアルゴン - アルゴン法を用いて算出されている。地層の堆積は、二酸化炭素である可能性がある。ツーメディスン累層下部はサントニアン後期～カンパニアン前期。上部はカンパニアン中期〜後期の化石を保存している。

### 他の地層との関係
ツーメディスン累層には、多くの地質学的構造が共通の、層序的に同一の地層が存在する。モンタナのスイートグラスアーチによってジュディスリバー累層、ベアパウ頁岩、クラゲット頁岩、そしてイーグル砂岩がツーメディスン累層から地理的に分断されている。ツーメディスン累層と共にカナダとアメリカの国境をまたぐアルバータ南西部のベリーリバー層群およびパコウキ累層が東側に位置する。 

### 層序学
ツーメディスン累層は、コロラド湾北西の海岸に露出した砂浜によって形成されたバージル砂岩を覆っている。白亜紀の内部河岸侵食は、ツーメディスン累層の歴史のなかで早期にその領域が侵食され、奇妙な平行堆積物と、形成基盤の約100m上の孤立した頁岩体を残した。ツーメディスン累層の中間部分は約225 mの厚さで、クラゲット海が後退し、ベアパウ海が横たわっている間に堆積した。この部分はジュディスリバー累層およびジュディスリバー層群と層序的に同一である。堆積物は、主にベントナイトの泥岩であり、しばしば砂岩のレンズを伴う泥岩も見られる。これらの堆積物は、内陸海から遠く離れた沿岸平野の遺物であるが、上部は地層の約半分を占める。その堆積物は中部のものに類似しているが、広範囲にわたる赤色の鉱床と灰色の縞模様が目立つ。最上部の80mは、ジュディスリバー累層と同じ堆積物が、ベアパウ海の浸水後に堆積したものである。それらはわずか50万年の間に堆積したと考えられている。ベントナイトは、ツーメディスン累層の全部に共通して存在する。南部の噴火活動は巨礫底盤と共に起こったもので、エルクホーン火山と呼ばれている。

### タフォノミー
大部分の脊椎動物の化石は炭酸カルシウムの置換によって保存されている。このタイプの保存では、顕微鏡レベルまでの微細な情報が保存される。その代わり、空気に暴露された場合の耐候性が脆弱である。

## 古環境

### 気候

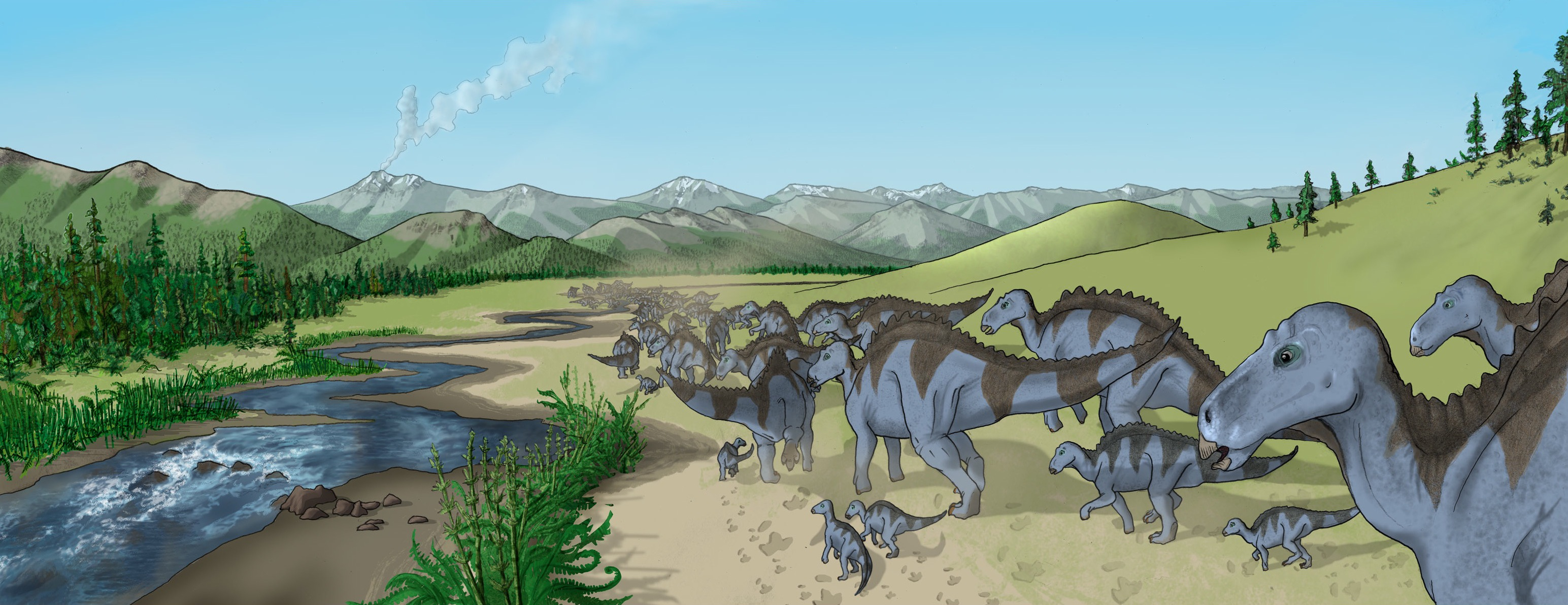
マイアサウラの復原図

ツーメディスン累層は、半乾燥気候で、コーディラレン高地からの季節的な降雨の際に堆積された可能性がある。カンパニアン期には長い乾季と温暖な気温を経験したと思われる。藻類、無脊椎動物、植物および花粉等の化石から得られるデータは、その説を支持する。一部の恐竜化石は、干ばつによって死んだ事を示唆している。

### 標高
ツーメディスン累層の南には陸地が多く存在していた。河川は南西部の高地から北東に流れていた。ツーメディスン累層南部は、ホースシーフ層と呼ばれる汽水の砂岩/砂岩層に分類される。ホースシーフの堆積物はベアパウ頁岩よりも浅い水辺の物であり、南部に存在するより標高の高い地域と高低差があった事を示唆している。

## 恐竜
この地層で見つかる恐竜化石のいくつかは干ばつの関係で死んだと思われる証拠を残している。骨が関節したものはごくわずかである。ボーンベッドとして残っているものが多く、大部分の標本が分離されており、保存状態が悪く破損している。初期の研究では、ツーメディスン累層とジュディスリバー累層の恐竜は共通していると仮定されていた。この地層に固有の恐竜が発見されたのは1978年のみである。広範囲に分布していた捕食者と見なされるいくつかの属において、ツーメディスン累層と他の地層のものとで種差があることが示唆された。ツーメディスン累層とジュディスリバー累層の間に高低差による移動障壁はなかったと思われる。しかしツーメディスン累層と地理的に隣接する別の地層におけるそれぞれの生物が共存していたという明確な証拠はない 。ツーメディスン累層では上部で見つかる化石がより一般に知られている。

### 角竜類
| ツーメディスン累層から報告されている角竜類 | ツーメディスン累層から報告されている角竜類 | ツーメディスン累層から報告されている角竜類 | ツーメディスン累層から報告されている角竜類 | ツーメディスン累層から報告されている角竜類               | ツーメディスン累層から報告されている角竜類           | ツーメディスン累層から報告されている角竜類 |
| 属                                         | 種                                         | 場所                                       | 地質年代                                   | 標本                                                     | メモ                                                 | 画像                                       |
| ------------------------------------------ | ------------------------------------------ | ------------------------------------------ | ------------------------------------------ | -------------------------------------------------------- | ---------------------------------------------------- | ------------------------------------------ |
| アケロウサウルス                           | A. horneri                                 | - 陸側のビュート                           | - 上部                                     | "3つの頭頂骨, 1つの部分骨骼"                             | セントロサウルス亜科の角竜                           |                                            |
| ブラキケラトプス                           | B. montanensis                             |                                            | - 上部                                     | "6つの頭頂骨、骨格、準成体"                              | セントロサウルス亜科。恐らくルベオサウルスの亜成体。 |                                            |
| ケラシノプス                               | C. hodgskissi                              |                                            | - 下部                                     |                                                          | レプトケラトプス科                                   |                                            |
| エイニオサウルス                           | E. procurvicornis                          | - 陸側のビュート                           | - 上部                                     | "3つの成体の頭骨、亜成体と準成体の頭蓋骨と前頭骨の要素。 | セントロサウルス亜科                                 |                                            |
| プレノケラトプス                           | P. pieganensis                             |                                            | - 上部                                     |                                                          | レプトケラトプス科                                   |                                            |
| ルベオサウルス                             | R. ovatus                                  | - 陸側のビュート                           | - 上部                                     | "フリルの断片"                                           | セントロサウルス亜科                                 |                                            |